# Бадріджані

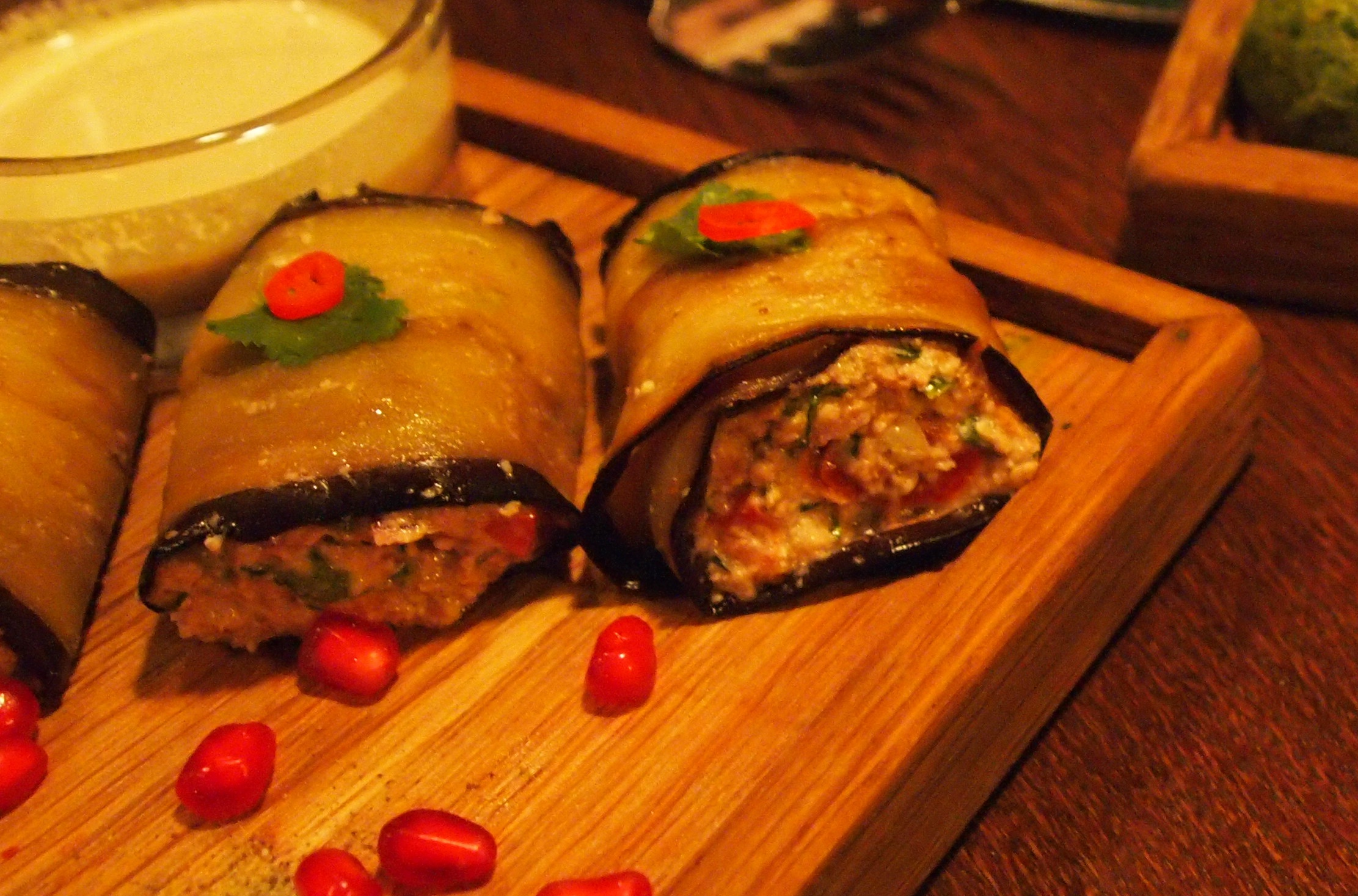
Нігвзіані бадріджані

Бадріджані (груз.: ბადრიჯანი; бадріджані — баклажан) — страви грузинської кухні з баклажанів. Варіантом страви є Нігвзіані бадріджані (з грузинської: баклажани з волоськими горіхами).

## Варіанти

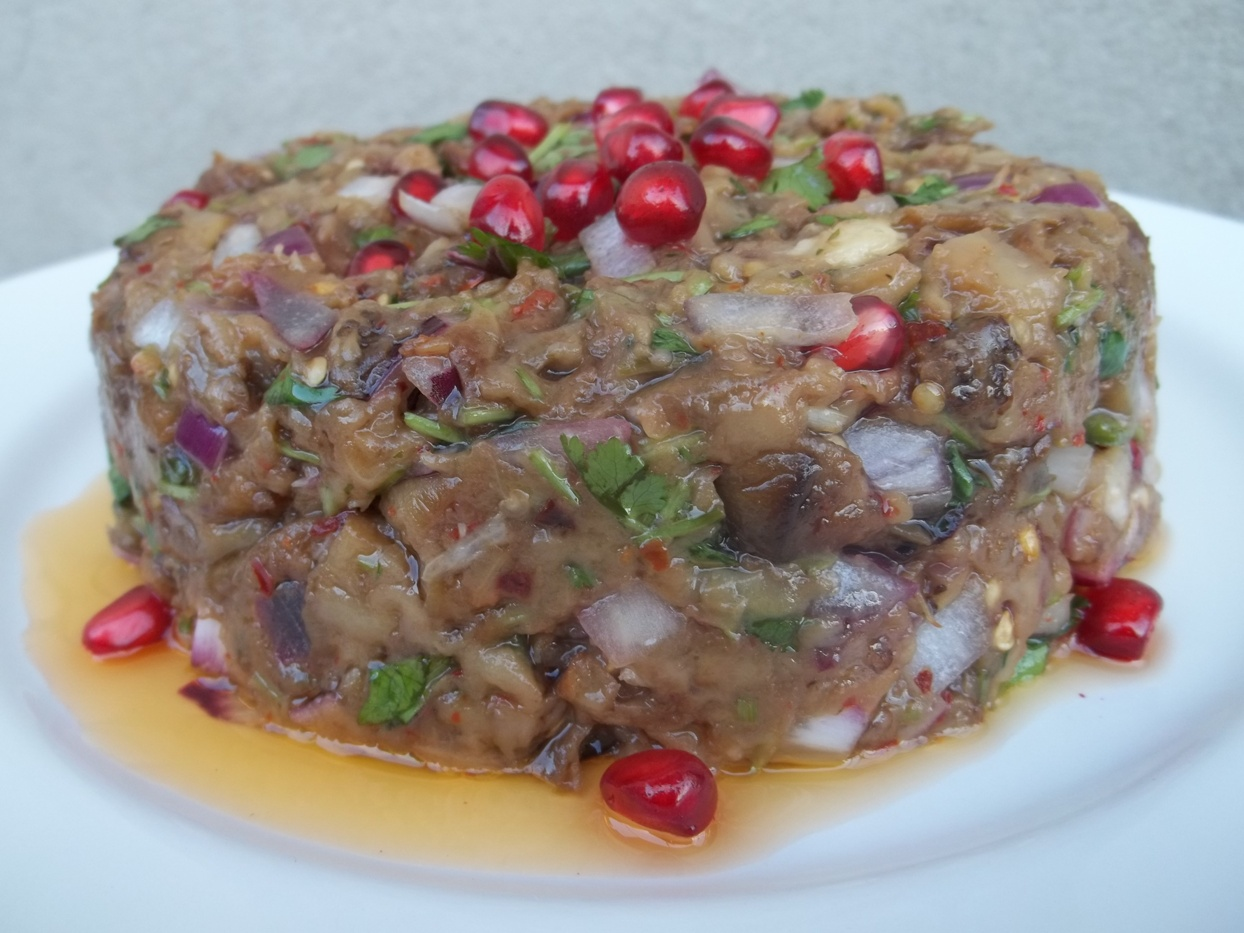
Бадріджаніс хізілала (ікра з баклажанів) з гранатом

### Баклажани з волоськими горіхами (нігвзіані бадріджані)
Основними продуктами страви — баклажани, олія, Волоські горіхи, часник, спеції імеретинський шафран і уцхо-сунелі.

### Баклажани з часником і цибулею
У засмажені на олії пластинки баклажану загортають фарш із обжарених цибулі і часника.

### Баклажанна ікра (бадріджаніс хізілала)
Ікра із запечених баклажанів, зі спеціями, ріпчастою цибулею і кінзою, посипана гранатовими зернами.

## Вживання
Як вегетаріанська страва бадріджані популярні в піст (в ті дні, коли дозволено вживання олії) або як гарнір до смаженого м’яса..